# Сепоа
Сепоа (фр. Cepoy) насеље је и општина у централној Француској у региону Центар (регион), у департману Лоаре која припада префектури Монтаржи.
По подацима из 2011. године у општини је живело 2344 становника, а густина насељености је износила 242,3 становника/km². Општина се простире на површини од 8,52 km². Налази се на средњој надморској висини од 87 метара (максималној 114 m, а минималној 77 m).

## Демографија
| 1962. | 1968. | 1975. | 1982. | 1990. | 1999. | 2011. |
| ----- | ----- | ----- | ----- | ----- | ----- | ----- |
| 1.664 | 1.584 | 1.543 | 1.856 | 1.993 | 2.064 | 2.344 |

График промене броја становника у току последњих година